# Paul Tergat
Paul Kibii Tergat (Kabarnet, 17 de Junho de 1969) é um corredor queniano de longa distância, várias vezes campeão mundial de cross-country e duas vezes medalha de prata nos 10 000 metros dos Jogos Olímpicos, além de ter sido o recordista mundial da maratona, com 2:04.55, de 2003 a 2007.

## Biografia
Antes de se tornar atleta, Tergat foi jogador de basquetebol. Começou a sua carreira de atleta em 1992, quando venceu o título de Campeão queniano de corta-mato. Contudo, falhou a presença nos Campeonatos Mundiais devido a uma lesão.
Paul Tergat foi casado com Monica durante treze anos e tem três filhos. Tornou-se Embaixador de Boa-vontade para o Programa Mundial da Alimentação das Nações Unidas em janeiro de 2004. Quando criança, a sua família era bastante pobre e, se não tivesse sido ajudado por aquele programa das Nações Unidas, ele nunca poderia ter feito os seus estudos. Tergat é também membro da Comissão de Atletas da IAAF.

## Carreira

### Principais feitos
Venceu, por cinco vezes consecutivas, entre 1995 até 1999, o título IAAF de Campeão Mundial de Cross-Country.
No Brasil, Tergat venceu por cinco vezes a Corrida de São Silvestre: (1995, 1996, 1998, 1999 e 2000) tornando-se o recordista da prova em número de vitórias, além de possuir o melhor tempo para o percurso de 15 km pelas ruas de São Paulo, 43m12s,esse recorde durou até 2019 quando seu compatriota Kibiwott Kandiet bateu seu recorde com o tempo de 42:59s.
Em Portugal, conseguiu a sua melhor marca de 10 km em estrada, com 27:45 obtidos em 26 de Março de 2006 em Lisboa e a sua melhor marca para a meia maratona é 59:06.

### Marcas pessoais
As principais marcas obtidas por Paul Tergat são as seguintes::
| Prova            | Marca    | Local    | País        | Data                   | Comentários                         |
| ---------------- | -------- | -------- | ----------- | ---------------------- | ----------------------------------- |
| 2 000 m (pista)  | 4'57"40  | Mónaco   | MON Mônaco  | 10 de agosto de 1996   | durante a sua melhor prova de 3000m |
| 3 000 m (pista)  | 7'28"70  | Mónaco   | MON Mônaco  | 10 de agosto de 1996   |                                     |
| 5 000 m (pista)  | 12'49"87 | Zurique  | Suíça       | 13 de agosto de 1997   |                                     |
| 10 000 m (pista) | 26'27"85 | Bruxelas | Bélgica     | 22 de agosto de 1997   |                                     |
| 10 km (estrada)  | 27'45"   | Lisboa   | Portugal    | 26 de março de 2006    | acentuado pendor descendente        |
| 10 km (estrada)  | 27'51"   | Milão    | Itália      | 17 de abril de 1999    |                                     |
| 15 km (estrada)  | 42'04"   | Milão    | Itália      | 4 de abril de 1998     | durante a Meia-Maratona de Milão    |
| 20 km (estrada)  | 56'18"   | Milão    | Itália      | 4 de abril de 1998     | durante a Meia-Maratona de Milão    |
| Meia maratona    | 59'17"   | Milão    | Itália      | 4 de abril de 1998     |                                     |
| 25 km (estrada)  | 1h14'43" | Berlim   | Alemanha    | 28 de setembro de 2003 | durante a Maratona de Berlim        |
| 30 km (estrada)  | 1h29'00" | Londres  | Reino Unido | 14 de abril de 2002    |                                     |
| Maratona         | 2h04'55" | Berlim   | Alemanha    | 28 de setembro de 2003 | Record mundial (na época)           |

### Principais títulos
De entre as inúmeras vitórias obtidas por Paul Tergat, destacam-se as seguintes::
| Prova                                | Marca    | Local        | País           | Data                   |
| ------------------------------------ | -------- | ------------ | -------------- | ---------------------- |
| 23º Campeonato Mundial de Corta-Mato | 34'05"   | Durham       | Reino Unido    | 25 de março de 1995    |
| 24º Campeonato Mundial de Corta-Mato | 33'44"   | Stellenbosch | África do Sul  | 23 de março de 1996    |
| 25º Campeonato Mundial de Corta-Mato | 35'11"   | Turim        | Itália         | 23 de março de 1997    |
| 26º Campeonato Mundial de Corta-Mato | 34'01"   | Marraquexe   | Marrocos       | 10 de agosto de 1998   |
| 27º Campeonato Mundial de Corta-Mato | 38'28"   | Belfast      | Reino Unido    | 28 de março de 1999    |
| Campeonato Mundial de Meia maratona  | 1h01'50" | Palermo      | Itália         | 3 de outubro de 1999   |
| Campeonato Mundial de Meia maratona  | 1h03'47" | Veracruz     | México         | 12 de novembro de 2000 |
| Maratona de Berlim                   | 2h04'55" | Berlim       | Alemanha       | 28 de setembro de 2003 |
| Maratona de Nova Iorque              | 2h09'30" | Nova Iorque  | Estados Unidos | 6 de novembro de 2005  |
| Maratona do Lago Biwa                | 2h10'22" | Otsu         | Japão          | 1 de março de 2009     |

## Acidente de carro

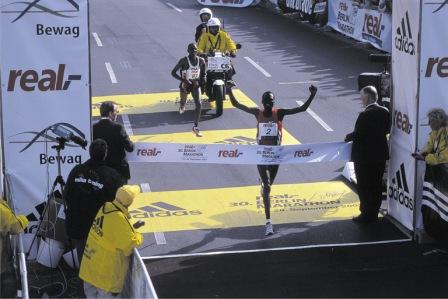
Tergat quebrando o recorde mundial da maratona em 2003, na Maratona de Berlim.

No dia 9 de dezembro de 2010, Paul Tergat sofreu um acidente de carro no Quênia, após sua Mercedes-Benz ter sido prensada entre dois caminhões. Contudo, o maratonista queniano sofreu apenas ferimentos leves. “Deus tem um propósito para mim e para cada um de nós, atribuo minha sobrevivência a isso", comentou o atleta.